# Joshua Moufawad-Paul
Pour les articles homonymes, voir Paul.
 (mars 2022).
La mise en forme du texte ne suit pas les recommandations de Wikipédia : il faut le « wikifier ».
Les points d'amélioration suivants sont les cas les plus fréquents. Le détail des points à revoir est peut-être précisé sur la page de discussion.
- Les titres sont pré-formatés par le logiciel. Ils ne sont ni en capitales, ni en gras.
- Le texte ne doit pas être écrit en capitales (les noms de famille non plus), ni en gras, ni en italique, ni en « petit »…
- Le gras n'est utilisé que pour surligner le titre de l'article dans l'introduction, une seule fois.
- L'italique est rarement utilisé : mots en langue étrangère, titres d'œuvres, noms de bateaux, etc.
- Les citations ne sont pas en italique mais en corps de texte normal. Elles sont entourées par des guillemets français : « et ».
- Les listes à puces sont à éviter, des paragraphes rédigés étant largement préférés. Les tableaux sont à réserver à la présentation de données structurées (résultats, etc.).
- Les appels de note de bas de page (petits chiffres en exposant, introduits par l'outil «  Source ») sont à placer entre la fin de phrase et le point final[comme ça].
- Les liens internes (vers d'autres articles de Wikipédia) sont à choisir avec parcimonie. Créez des liens vers des articles approfondissant le sujet. Les termes génériques sans rapport avec le sujet sont à éviter, ainsi que les répétitions de liens vers un même terme.
- Les liens externes sont à placer uniquement dans une section « Liens externes », à la fin de l'article. Ces liens sont à choisir avec parcimonie suivant les règles définies. Si un lien sert de source à l'article, son insertion dans le texte est à faire par les notes de bas de page.
- La présentation des références doit suivre les conventions bibliographiques. Il est recommandé d'utiliser les modèles {{Ouvrage}}, {{Chapitre}}, {{Article}}, {{Lien web}} et/ou {{Bibliographie}}. Le mode d'édition visuel peut mettre en forme automatiquement les références.
- Insérer une infobox (cadre d'informations à droite) n'est pas obligatoire pour parachever la mise en page.

Pour une aide détaillée, merci de consulter Aide:Wikification.
Si vous pensez que ces points ont été résolus, vous pouvez retirer ce bandeau et améliorer la mise en forme d'un autre article.
Joshua Moufawad-Paul est un universitaire, académicien et écrivain canadien à Toronto, au Canada. Il est professeur de philosophie à l'Université York au Canada . Philosophe et militant maoïste, Moufawad-Paul a écrit plusieurs ouvrages principalement sur la philosophie et le mouvement communiste international. Il publie régulièrement sur son blogue MLM Mayhem qui se concentre sur la philosophie du marxisme-léninisme-maoïsme,.
En 2020, Moufawad-Paul a attiré l'attention des médias lorsqu'il a lancé une pétition en réponse à la série "Problems in Anti-Colonialism" prévue par l'éditeur Rowman & Littlefield. La pétition exhortait l'éditeur à retirer le livre de Bruce Gilley, The Last Imperialist: Sir Alan Burns' Epic Defence of the British Empire, affirmant que le livre approuvait une "perspective nationaliste blanche" et que l'éditeur donnait une crédibilité académique à la "propagande coloniale". Alors que certains critiques ont accusé Moufawad-Paul de censure et de "cancel culture", l'éditeur a finalement abandonné la série.

## Ouvrages
- Joshua Moufawad-Paul (préf. Dao-Yuan Chou), La nécessité communiste, Montréal, Kersplebedeb, 2014.Réédité par les Éditions en langue étrangère en 2021, coll. « Classiques en couleurs », 233 p.  (ISBN 978-2-491182-93-9) [lire en ligne].
- Joshua Moufawad-Paul, Continuité et rupture, Winchester, Zero Books, 2016.
- Joshua Moufawad-Paul, Appareil d'austérité, Montréal, Kersplebedeb, 2017.
- Joshua Moufawad-Paul, Les méthodes se dévorent (avec Benjanun Sriduangkaew, Winchester, Zero Books, 2018.
- Joshua Moufawad-Paul, Démarcation et démystification, Winchester, Zero Books, 2019.
- (en) Joshua Moufawad-Paul, Critique of Maoist Reason, Paris, Foreign Language Press, coll. « New Roads », 2020, 118 p. (ISBN 978-2-491182-11-3, lire en ligne).
- Joshua Moufawad-Paul, Maoïsme ou trotskysme ? (lire en ligne).